# Denilson Gonzales
Denilson Gonzáles Perlado (Piura, Perú, 26 de noviembre de 1998) es un futbolista peruano. Juega como delantero o mediocentro y su equipo actual es Defensor José María Arguedas de la Liga 3 de Perú.

## Trayectoria
Debutó en el fútbol profesional a los 19 años vistiendo la camiseta del Atlético Grau de Piura, llegando a clasificar el siguiente año con el cuadro albo a la Copa Sudamericana 2020 luego de quedar campeones de la Copa Bicentenario 2019. En el 2020 descendió de categoría.

## Clubes
| Club                         | País | Año         |
| ---------------------------- | ---- | ----------- |
| Atlético Grau                | Perú | 2018 - 2020 |
| Sport Chavelines             | Perú | 2021        |
| Alfonso Ugarte               | Perú | 2022        |
| Los Chankas                  | Perú | 2022        |
| Deportivo Coopsol            | Perú | 2023        |
| Los Chankas                  | Perú | 2024        |
| Miguel Grau                  | Perú | 2024        |
| Defensor José María Arguedas | Perú | 2025 -      |

## Palmarés
| Título            | Club          | País | Año  |
| ----------------- | ------------- | ---- | ---- |
| Copa Bicentenario | Atlético Grau | Perú | 2019 |
| Supercopa Peruana | Atlético Grau | Perú | 2020 |